# Cuộc thử chinh phục Ecuador lần nữa bởi Tây Ban Nha
Cuộc thử chinh phục Ecuador lần nữa bởi Tây Ban Nha là một dự án tổ chức năm 1846 bởi Juan José Flores, tổng thống Ecuador bị truất phế, và hoàng thái hậu Tây Ban Nha Maria Christina of the Two Sicilies, nhằm khôi phục thuộc địa trước đây Royal Audience of Quito, cũng như thiết lập một nền quân chủ tại đó, lãnh đạo bởi một trong những đứa con của hoàng hậu. Kế hoạch này cũng bao gồm việc mở rộng lãnh thổ về phía nam, sáp nhập cộng hòa Perú và Bolivia để tạo thành Vương quốc Hiệp nhất Ecuador, Perú và Bolivia.
Mặc dù phần lớn những hồ sơ ngoại giao đều chỉ đến người có thể kế vị vua Ecuador, Agustín Muñoz of Bourbon-Two Sicilies, con trai của cuộc hôn nhân thứ hai của Maria Christina với Công tước Riánsares, có những chứng cứ cho thấy vua Louis Philippe I of the French cũng có thể có dính líu tới kế hoạch này, sử dụng tiền của mình như Maria Christina, để thiết lập quyền lãnh đạo Nam Mỹ cho những đứa con của mình: Antoine D'Orleans và Luisa Fernanda of Bourbon. Dù vậy, chính quyền Pháp phủ nhận mọi dính líu cũng như hỗ trợ cho việc chinh phục Ecuador của Tây Ban Nha.

## Bối cảnh

Juan José Flores.

## Kế hoạch quân chủ

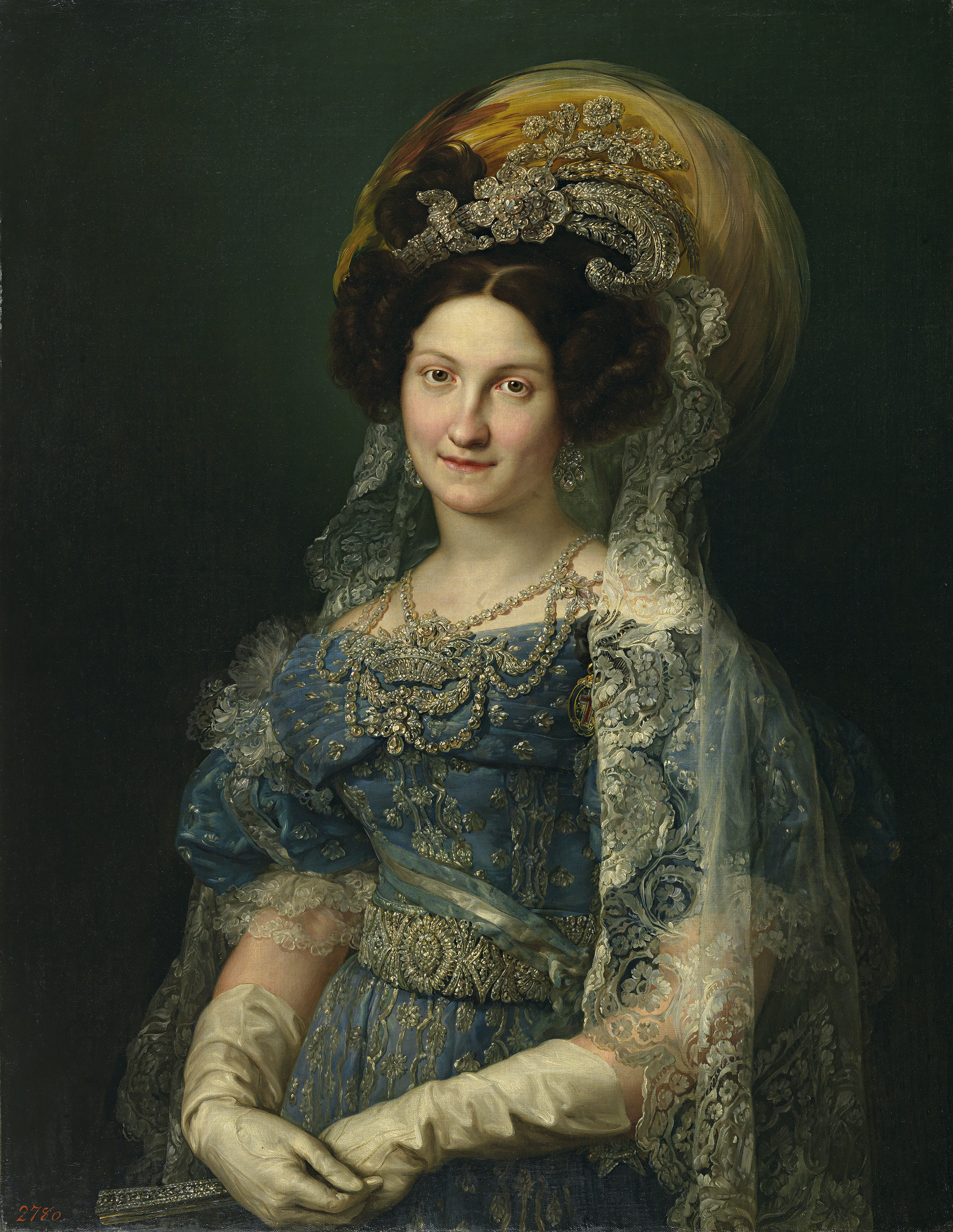
Hoàng hậu Maria Christina.

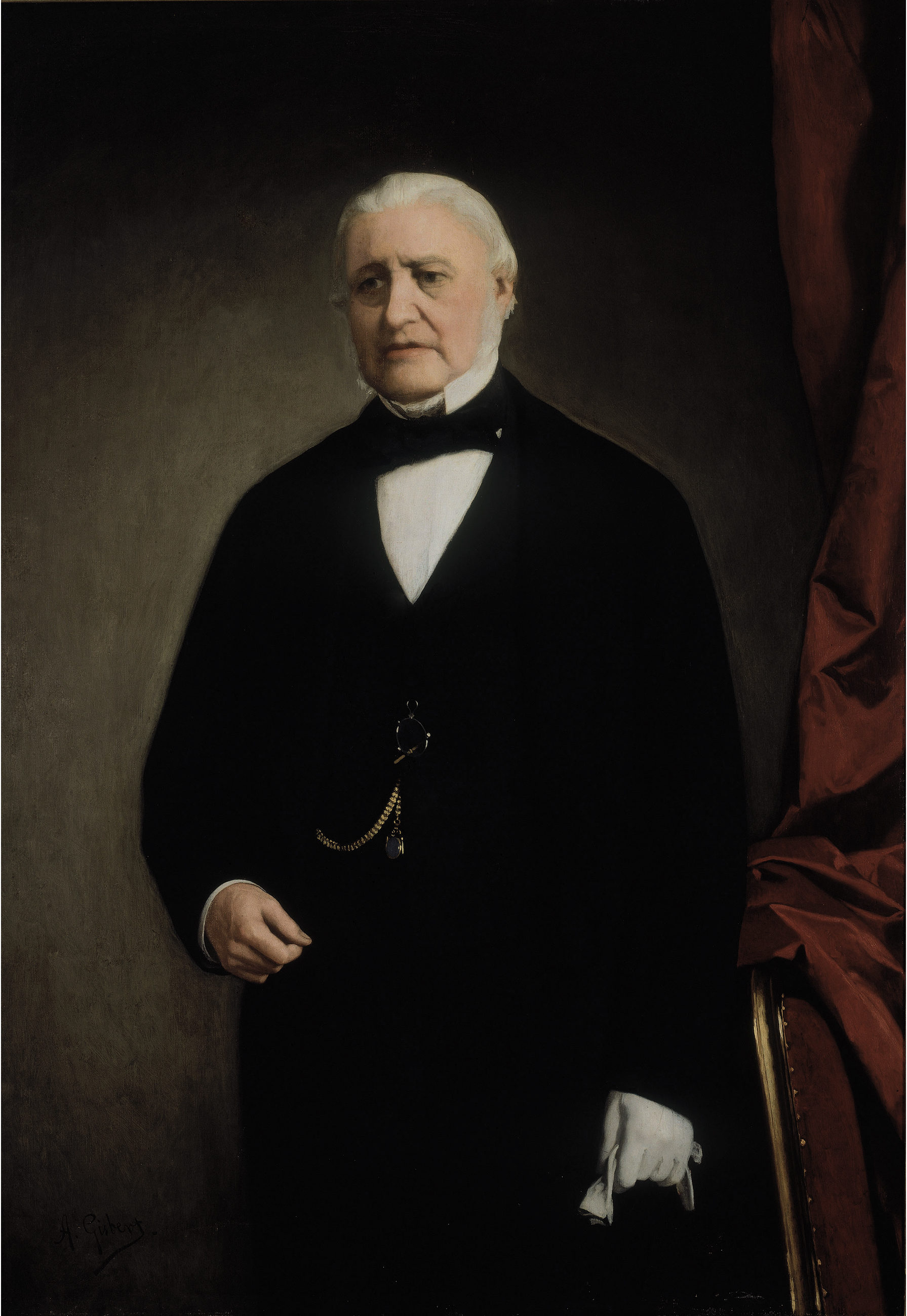
Thủ tưởng Tây Ban Nha Istúriz.

### Vương quốc hiệp nhất Ecuador, Perú và Bolivia

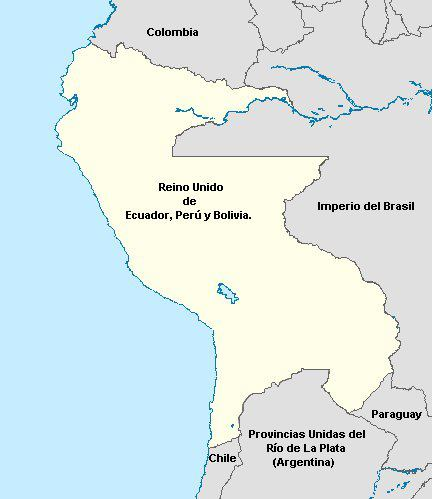
Bản đồ vương quốc

### Sự dính líu của Pháp

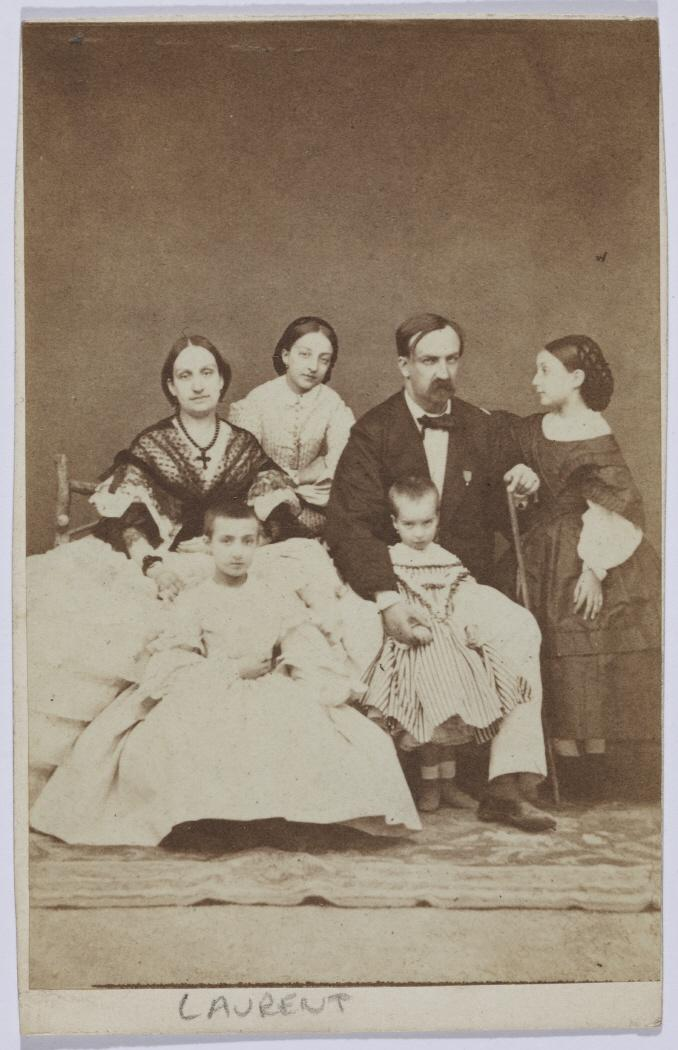
Antoine và Luisa Fernanda cùng với các con của mình

## Dự án bị thất bại

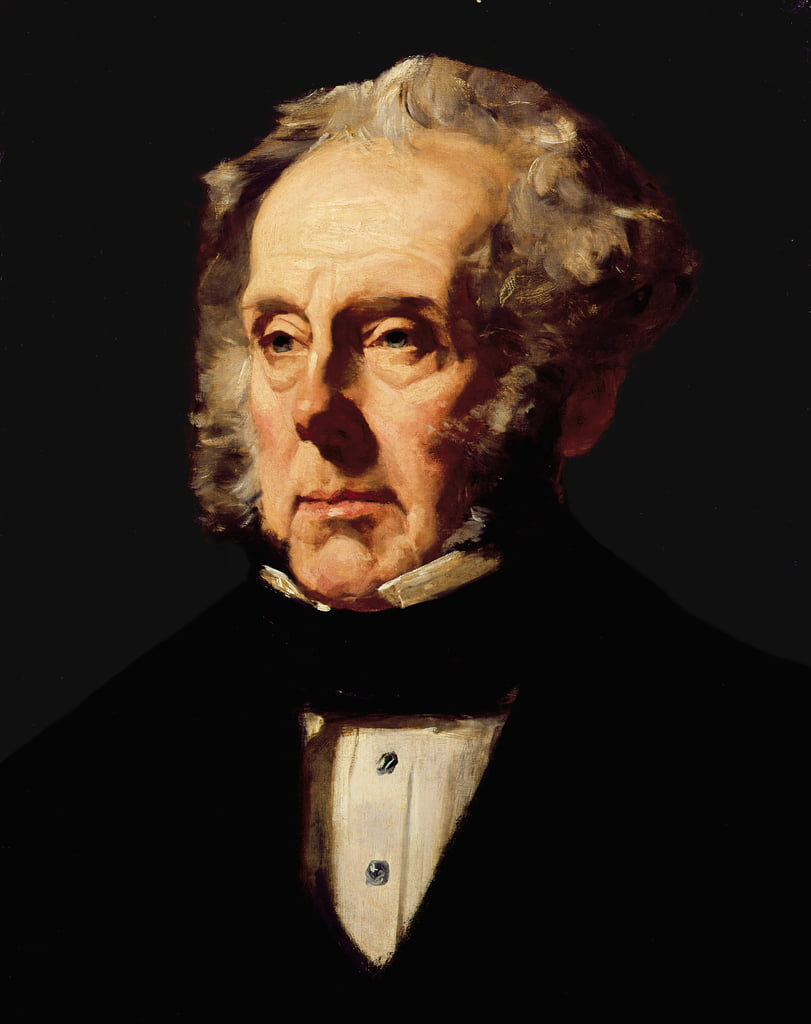
Lord Palmerston.